# Новиков Володимир Дмитрович
Новиков Володимир Дмитрович (25 червня 1937 — 25 січня 1980) — радянський ватерполіст.
Срібний призер Олімпійських Ігор 1960 року.